# Tomasz Maniura
Tomasz Maniura (ur. 1 marca 1978 w Lublińcu) – polski duchowny rzymskokatolicki, misjonarz oblat Maryi Niepokalanej, teolog, duszpasterz młodzieży. Założyciel Oblackiego Duszpasterstwa Młodzieży NINIWA i główny organizator Festiwalu Życia. Rekolekcjonista, kaznodzieja i autor książek.

## Życiorys
Jest absolwentem Szkoły Podstawowej nr 1 im. Marii Konopnickiej w Lublińcu oraz Zespołu Szkół Ogólnokształcąco-Technicznych w Lublińcu, gdzie w 1997 roku zdał egzamin maturalny oraz zyskał tytuł technika handlowca.
Wstąpił do nowicjatu Zgromadzenia Misjonarzy Oblatów Maryi Niepokalanej na Świętym Krzyżu we wrześniu 1997, rok później rozpoczął studia teologiczno-filozoficzne w Wyższym Misyjnym Seminarium Duchownym w Obrze na Uniwersytecie im. Adama Mickiewicza w Poznaniu. Tytuł magistra teologii uzyskał w 2004 roku, w tym samym roku przyjął święcenia kapłańskie. Jako neoprezbiter został skierowany do parafii Najświętszego Serca Pana Jezusa w Katowicach-Koszutce, gdzie w latach 2004–2008 pełnił funkcję wikariusza.
Tytuł licencjacki zdobył po ukończeniu Podyplomowych Studiów Teologii Pastoralnej na Wydziale Teologicznym Uniwersytetu Śląskiego w Katowicach, na które uczęszczał w latach 2010–2012.
W latach 2019–2020 był uczestnikiem Szkoły Duszpasterzy Młodzieży w Akademii Katolickiej (Collegium Joanneum) w Warszawie.
W latach 2008–2025 pełnił funkcję duszpasterza młodzieży, a od 2017 roku – również radnego prowincjalnego Polskiej Prowincji Misjonarzy Oblatów Maryi Niepokalanej. W 2022 roku został mianowany konsultorem Rady ds. Duszpasterstwa Młodzieży przy Konferencji Episkopatu Polski, w 2024 roku włączony w skład rady kapłańskiej diecezji gliwickiej.
W 2004 roku założył Oblackie Duszpasterstwo Młodzieży NINIWA, w ramach którego w latach 2007–2023 (do czasu zastąpienia przez o. Patryka Osadnika OMI) organizował zagraniczne wyprawy rowerowe NINIWA Team. Był również odpowiedzialny za organizację Festiwalu Życia, który w latach 2006–2017 odbywał się w Kodniu, a od 2018 do 2024 był głównym organizatorem Festiwalu Życia w Lublińcu.
W latach 2024–2025 wspólnie z Moniką Hoffman-Piszorą prowadził na platformie YouTube cykl rozmów pt. „Matka i Ojciec”. 

## Zachowania nieobyczajne
2 maja 2025 kuria prowincjalna Oblatów Maryi Niepokalanej wydała oświadczenie, w którym poinformowała, że w dniu 4 kwietnia tegoż roku do zgromadzenia dotarła informacja o nieobyczajnych zachowaniach ks. Tomasza Maniury względem osób dorosłych. Czyny te  dotyczyły wykroczeń przeciwko VI przykazaniu Dekalogu. Zakonnik przyznał się do stawianych mu zarzutów i wyraził chęć pełnej współpracy w celu naprawienia wyrządzonych krzywd. W komunikacie pojawia się również prośba, aby inne osoby, które mogły zostać skrzywdzone przez duchownego, zgłaszały te sprawy zgromadzeniu, tak aby można było je rzetelnie wyjaśnić.  
W związku z tymi zarzutami 29 kwietnia 2025 duchowny zrezygnował ze wszystkich stanowisk zajmowanych u Oblatów i w diecezji gliwickiej. Jego przełożeni nakazali mu odbycie miesięcznych rekolekcji oraz spędzenie roku w odosobnieniu, który ma poświęcić na modlitwę i nawrócenie. 
Oficjalnie nie podano do publicznej wiadomości, jakich czynów miał dopuścić się zakonnik, ani gdzie będzie odbywał czas rocznego odosobnienia.

## Publikacje książkowe
- Podręcznik Niniwity (Wydawnictwo NINIWA, ISBN 978-83-939332-7-3), Lubliniec 2015
- Życie jest żywe (Wydawnictwo NINIWA, ISBN 978-83-944186-4-9), Lubliniec 2018
- Alfabet Życia (Wydawnictwo eSPe, ISBN 978-83-820-1211-8), Kraków 2023